# 5-ös számú Országos Kéktúra szakasz
Az 5-ös számú Országos Kéktúra szakasz 15,7 km hosszúságú, a Balaton-felvidéken halad át Tapolca és Badacsonytördemic között.
| jelzés | azonosító     | útvonal | hossz km | infók |
| ------ | ------------- | --- | -------- | ----- |
|        | OKT-051 I.5/1 | Tapolca - Malom-tó - Csorda-kút - Papmajor - Bogdán-kút - Szent György-hegy, turistaház                                                                     | 5,2      |       |
|        | OKT-052 I.5/2 | Szent György-hegy, turistaház - Bazaltorgonák - Kőkapu - Oroszlánfejű-kút - Lengyel kápolna - Patacsi-földek - Ciframajor - Lengyel kúria - Szigliget (vár) | 7,3      |       |
|        | OKT-053 I.5/3 | Szigliget (vár) - Esterházy pince - Avasi templomrom - Szeszfőzde, régi malom - Badacsonytördemic-Szigliget vá.                                             | 3,2      |       |

OKT = Országos Kéktúra